# Ar Ramtha
 (juin 2015).
Si vous disposez d'ouvrages ou d'articles de référence ou si vous connaissez des sites web de qualité traitant du thème abordé ici, merci de compléter l'article en donnant les références utiles à sa vérifiabilité et en les liant à la section « Notes et références ».
Ar Ramtha, également connue sous le nom d'Al-Ramtha (en arabe : الرمثا) est une ville de l'extrême nord-ouest de la Jordanie, située près de la frontière syrienne. Rattachée administrativement au gouvernorat d'Irbid, elle a une population de 120 365 habitants.

## Toponymie
Ar Ramtha est tient son nom d'une plante du désert, ar-Ramath (الرمث en arabe). Durant son occupation par l'Empire romain, la ville était connue sous le nom Ramatha.

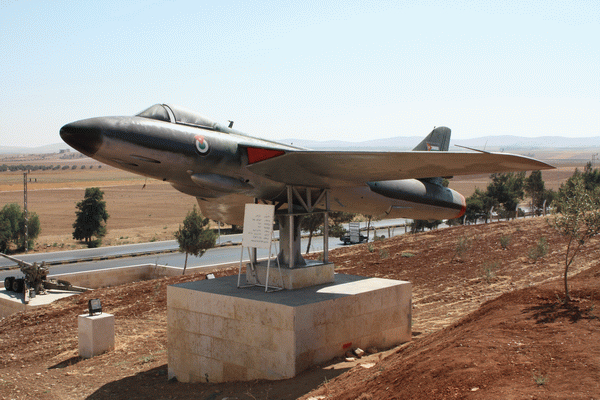

## Histoire

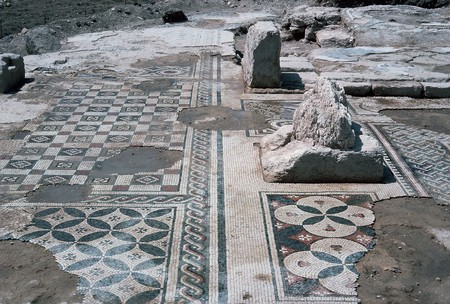
Un site archéologique byzantin à Ar Ramtha

Des restes de bâtiments et d'antiquités datant de l'époque romaine ont été découvertes à plusieurs endroits de la ville. Durant l'expansion islamique, Ar Ramtha était un endroit où les érudits de Syrie et du Hedjaz se retrouvaient. La ville comporte également un site archéologique datant de l'époque byzantine. Historiquement et socialement, ar Ramtha est proche de la ville de Deraa, qui est désormais située de l'autre côté de la frontière, en Syrie.
La municipalité d'Ar Ramtha est créée en 1927.

## Économie
L'économie d'Ar Ramtha repose essentiellement sur le commerce et sur l'import-export. Le patrimoine industriel Al-Hassan comporte plusieurs sociétés de sous-traitance soutenues par des actionnaires étrangers ; la plupart de leurs produits sont vendus sur les marchés européen et américain.

## Culture
La ville est connue pour ses poèmes récités durant les cérémonies de mariages et les affaires publies. Une danse locale, la dabkeh, est très répandue à Ar Ramtha ; elle est généralement effectuée sur une musique de mijwiz (en), un instrument local. Parmi les artistes célèbres originaires d'Ar Ramtha figurent Nayef El-Zubi, Hussein Al-Salman, le rappeur Lil ZeeJo, Anwar alshare, et Mitaab Al-Saggar.

## Sport
La ville comporte deux clubs de football : le Al-Ramtha SC, membre du championnat national, et l'Ittihad Al-Ramtha (en), membre de la première division du pays.

## Éducation
Ar Ramtha est la ville de l'université jordanienne des sciences et de la technologie, qui comprend un grand hôpital fournissant des traitements médicaux dans toute la région, et qui offre la possibilité aux étudiants d'y séjourner pour y faire leurs études.

## Personnalités liées
- Kafa Al-Zou'bi (en arabe : كفى الزعبي), née en 1965 à Ar Ramtha, romancière jordanienne.